# Vera Drake
Pour les articles homonymes, voir Drake.
Pour plus de détails, voir Fiche technique et Distribution.
Vera Drake est un film franco-britannique réalisé par Mike Leigh, sorti en 2004.
Le film clôt le Festival du film britannique de Dinard 2004.

## Synopsis
À Londres, en 1950, une prolétaire méritante est aussi une faiseuse d'anges. Elle est poursuivie par la justice à la suite d'une complication survenue à une de ses patientes.

## Fiche technique
- Titre original : Vera Drake
- Réalisation et scénario : Mike Leigh
- Musique : Andrew Dickson
- Direction artistique : Andrew Grant et Ed Walsh
- Costumes : Jacqueline Durran
- Décors : Eve Stewart
- Photographie : Dick Pope
- Son : Tim Fraser
- Montage : Jim Clark
- Production : Simon Channing Williams (en)
  - Production déléguée : Alain Sarde, Gail Egan, Christine Gozlan, Robert Jones, Duncan Reid
  - Co-production : Georgina Lowe
- Sociétés de production :  Thin Man Films (en) et  Les Films Alain Sarde
- Société de distribution :  France Mars Distribution
- Pays de production :  Royaume-Uni,  France
- Langue originale : anglais
- Format : couleur (DeLuxe) — 35 mm — 1,85:1 — son Dolby numérique
- Genre : drame
- Durée : 125 min
- Sortie :
  - France : 9 octobre 2004 (Festival du film britannique de Dinard 2004) ; 9 février 2005 (sortie nationale)
  - Royaume-Uni : 20 octobre 2004 (London Film Festival) ; 7 janvier 2005 (sortie nationale)

## Distribution
- Imelda Staunton (VF : Catherine Lafond) : Vera Drake
- Phil Davis : Stan, le mari de Vera
- Eddie Marsan : Reg, le voisin
- Richard Graham : Frank, le frère de Stan, garagiste
- Heather Craney (en) (VF : Bérangère Jean) : Joyce, la jeune compagne de George
- Alex Kelly : Ethel, la fille de Vera et de Stan
- Daniel Mays : Sid, le fils de Vera et de Stan
- Peter Wight (VF : Richard Leblond) : l'inspecteur Webster
- Sally Hawkins (VF : Stéphanie Hédin) : Susan, la fille de bonne famille
- Fenella Woolgar : Jane, la confidente de Susan
- Ruth Sheen : Lily, l'entremetteuse
- Lesley Manville : Mrs Wells
- Anna Keaveney : Nellie
- Lesley Sharp : Jessie Barnes
- Liz White : Pamela Barnes

 Source et légende : version française (VF) sur RS Doublage

## Distinctions

### Récompenses
- Mostra de Venise 2004 :
  - Lion d'or
  - Coupe Volpi de la meilleure actrice : Imelda Staunton
- European Film Awards 2004
  - Meilleure actrice : Imelda Staunton
- BAFTA 2005 :
  - Meilleur réalisateur : Mike Leigh
  - Meilleure actrice : Imelda Staunton
  - Meilleurs costumes : Jacqueline Durran
- British Independent Film Awards 2004 :
  - Meilleur film
  - Meilleur réalisateur : Mike Leigh
  - Meilleure actrice : Imelda Staunton
  - Meilleur acteur : Phil Davis
  - Meilleur acteur dans un second rôle : Eddie Marsan

### Nominations
- Oscars du cinéma 2004 :
  - Meilleur réalisateur : Mike Leigh
  - Meilleure actrice : Imelda Staunton